# 拉齐娅·穆亚诺维奇
拉齐娅·穆亚诺维奇（1967年4月15日—），波斯尼亚和黑塞哥维那女子篮球运动员，司职中锋。她曾代表南斯拉夫国家队参加1988年夏季奥林匹克运动会篮球比赛，获得一枚银牌。